# 林重之
林 重之（はやし しげゆき、生没年不詳）は室町時代の武将。別名、小坂重之。今井兼平からかぞえて林家8代目。尾張国春日井郡上条城主。孫に林重緒がいる。

## 概要
初代上条城主小坂光善が上条城を築城した後に近江国へ移り住んでいたが、子孫の林重之の代に上条城に戻り、名字を（小坂）から（林）と改姓した。応永年間（1394年-1428年）荒廃が進んでいた上条城周辺の再開拓に従事した際に上条用水を引き、さらに応永30年（1403年）には上条用水の近くに高貝用水を拓いて周辺の村々の農業問題を解決していった。